# Pachypops
Pachypops és un gènere de peixos de la família dels esciènids i de l'ordre dels perciformes.

## Taxonomia
- Pachypops fourcroi (Lacépède, 1802)[3]
- Pachypops pigmaeus (Casatti, 2002)[4]
- Pachypops trifilis (Müller & Troschel, 1848)[5][6][7][8][9][10][11]